# Le Ban-Saint-Martin
Le Ban-Saint-Martin (Duits: Sankt Martinsbann) is een gemeente in het Franse departement Moselle (regio Grand Est). Le Ban-Saint-Martin telde op 1 januari 2022 4.637 inwoners.

## Geschiedenis
De gemeente maakte deel uit van het kanton Woippy in het arrondissement Metz-Campagne tot beide op 22 maart 2015 werden opgeheven. De gemeente werd opgenomen in het kanton Montigny-lès-Metz, dat onderdeel werd van het arrondissement Metz.

## Geografie
De oppervlakte van Le Ban-Saint-Martin bedroeg op 1 januari 2022 1,59 vierkante kilometer; de bevolkingsdichtheid was toen 2.916,4 inwoners per km².

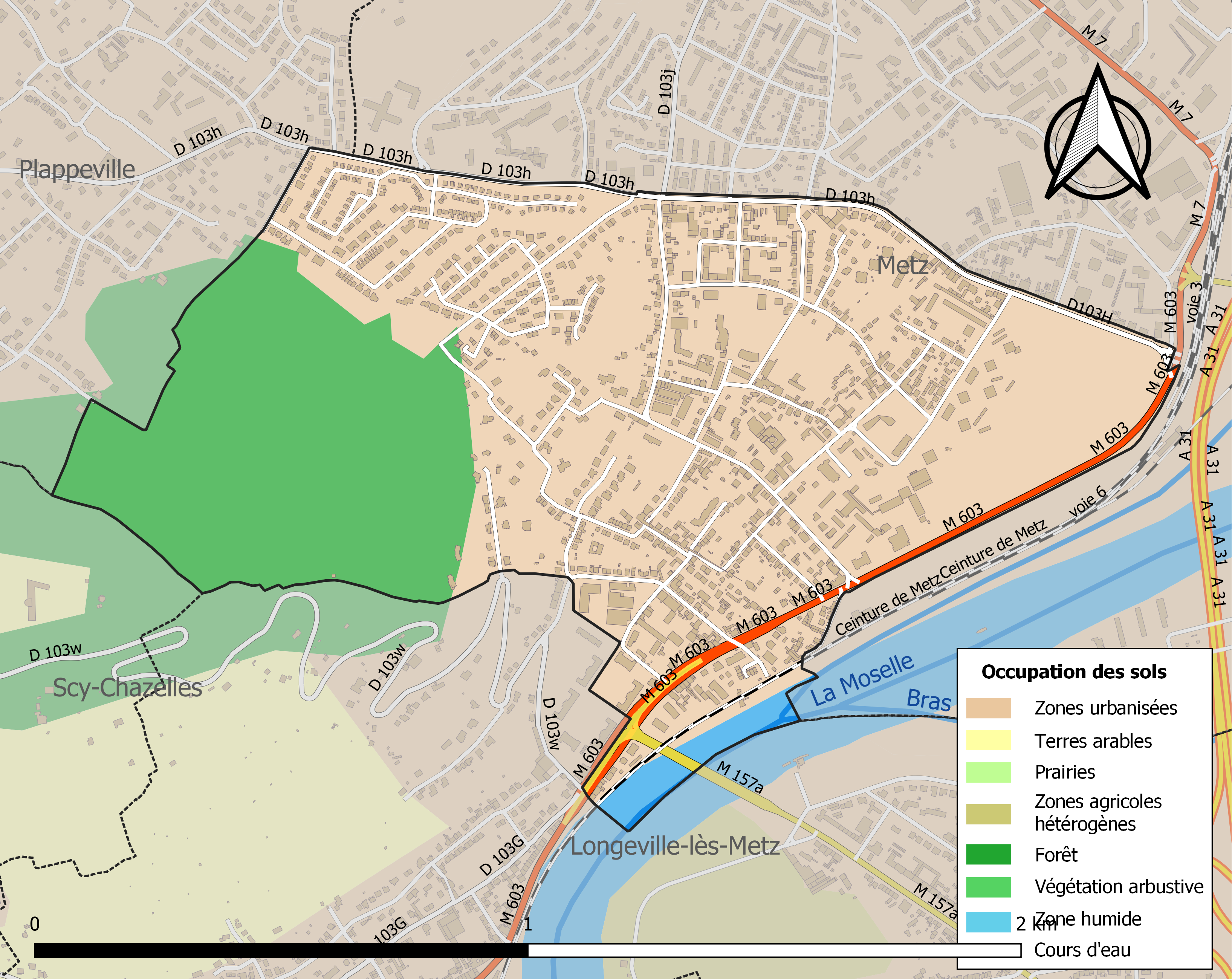
Kaart van de gemeente met de belangrijkste infrastructuur, bodemgebruik en omliggende gemeenten

## Demografie
Onderstaande figuur toont het verloop van het inwonertal (bron: INSEE-tellingen).

## Geboren
- Victor Zvunka (15 november 1951), voetballer en trainer